# Savignies
Savignies é uma comuna francesa na região administrativa de Altos da França, no departamento de Oise. Estende-se por uma área de 9,83 km². Em 2010 a comuna tinha 888 habitantes (densidade: 90,3 hab./km²).